# Syllepte straminalis
Syllepte straminalis is een vlinder uit de familie van de grasmotten (Crambidae). De wetenschappelijke naam van deze soort is voor het eerst voorgesteld als Salbia straminalis door Achille Guenée in een publicatie uit 1854.
De soort komt voor in India, (Kust van Coromandel, Himachal Pradesh).